# Гуськов Олексій Геннадійович
Гусько́в Олексі́й Генна́дійович (нар. 20 травня 1958, м. Бжег, Польща) — російський актор, продюсер. Занесений до переліку осіб, які створюють загрозу нацбезпеці України

## Життєпис
Народився 20 травня 1958 року у Бжегу (Польща). Згодом сім'я переїхала до Києва. Лауреат Державної премії Росії (2001). Навчався у Московському вищому технічному училищі ім. М. Баумана (1975—1979). Закінчив Школу-студію МХАТу (1983). Працював у театрах Москви.

## Громадська діяльність
Є членом Всеросійської політичної партії «Единая Россия».
У березні 2014 року підписав листа на підтримку політики президента Росії Володимира Путіна щодо російської військової інтервенції в Україну.

## Фільмографія
Знявся у фільмах:
- «Особиста справа судді Іванової» (1985)
- «Дикий пляж» (1990, т/ф)
- «Вовкодав» (1991)
- «Дорога в рай» (1998)
- "Класік"
- "Граніца.Таєжний роман" та ін.
- «Рагін» (2004)
- «18—14» (2007)
- «Знахідка» (2015)

Продюсер низки телесеріалів, серед яких «Злодійка», «Злодійка-2» тощо.